# 福岡パーキングエリア
福岡パーキングエリア（ふくおかパーキングエリア）は、富山県高岡市福岡町下老子（しもおいご）の能越自動車道（高岡砺波道路）上にあるパーキングエリアである。本線上の料金所撤去工事に伴い、2018年6月13日から同年8月10日まで一時閉鎖されていた。
2012年、高岡市は福岡町を結ぶ東西のアクセスを強化するため、当PAにインターチェンジ(IC)を設置する計画を発表したものの、長年事業化には至っていなかったが、2022年2月1日に協議が始まり、高岡市は設置許可に向け実施計画書を作成し、2022年度に国に申請を行い、2028年度末までに開設を目指す予定である。

## 道路
- E41 能越自動車道（高岡砺波道路）

## 施設

### 上り線（岐阜・小矢部砺波方面）
- 駐車場
  - 大型 10台
  - 小型 18台
- トイレ
- 自動販売機

### 下り線（輪島・七尾・高岡方面）
- 駐車場
  - 大型 6台
  - 小型 7台
- トイレ
- 自動販売機

## 福岡本線料金所（廃止）
- ブース数：4

### 小矢部東方面
- ブース数：2
  - 一般：2

### 高岡方面
- ブース数：2
  - 一般：2

ETCやクレジットカードの利用は出来ない。
2018年6月20日を以って廃止された。これにより能越自動車道の料金の支払いは小矢部東本線料金所のみとなり、小矢部砺波JCT - 小矢部東ICは値上げとなるものの、小矢部東IC以北は実質無料となっている。

## 隣
E41 能越自動車道（高岡砺波道路）
(2)福岡IC - 福岡PA - (3)高岡IC